# Großer Saal (Altes Rathaus Nürnberg)

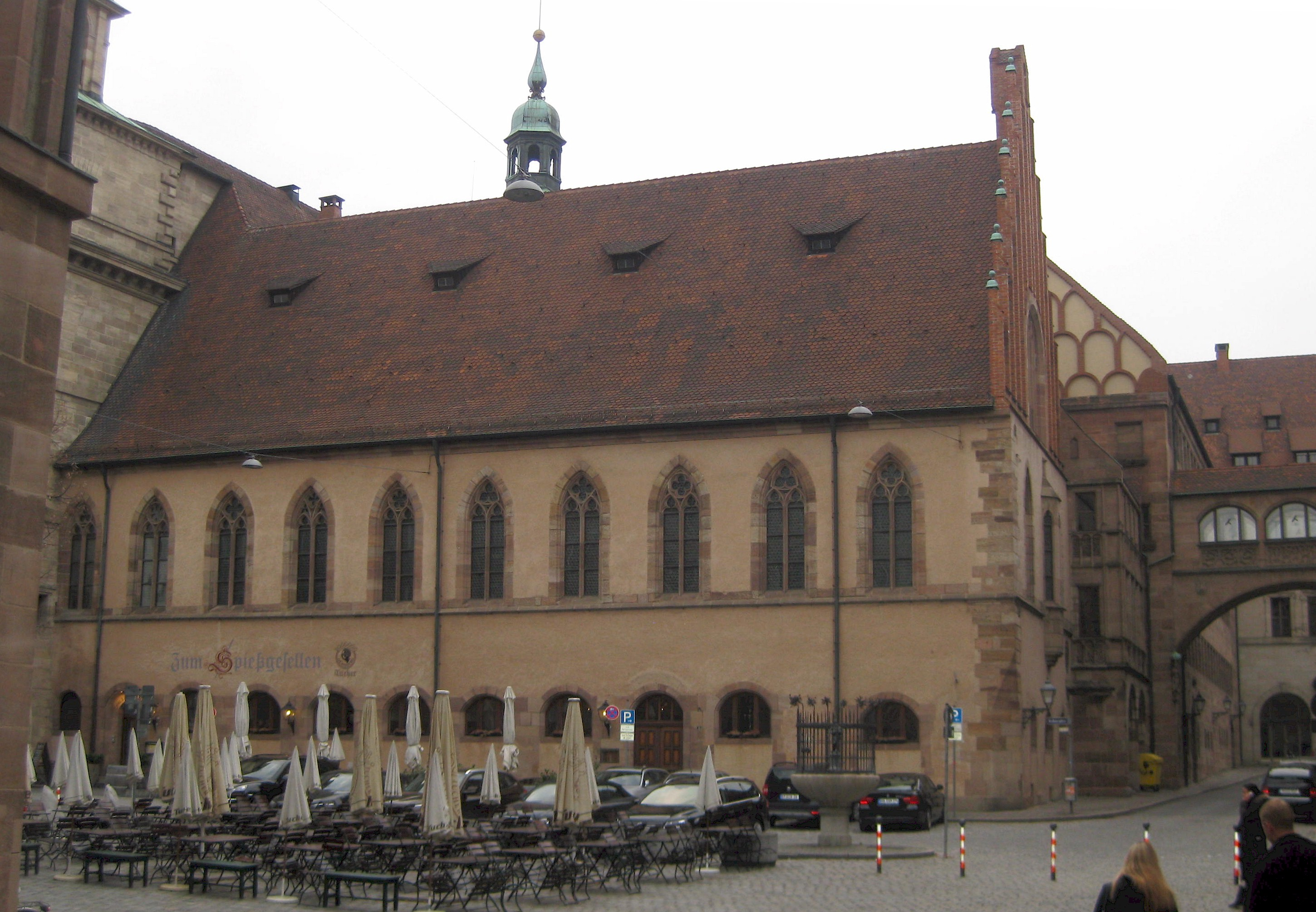
Südfassade des Alten Rathauses mit dem Großen Saal im Obergeschoss

Der Große Saal ist ein mehrgeschossiger im Kern gotischer Saalbau auf der Südseite des Gebäudekomplexes des alten Nürnberger Rathauses, der im Obergeschoss den großen Rathaussaal enthält.  An den Saalbau des 14. Jahrhunderts schlossen zwei Annexbauten entlang dem Rathaushof nach Norden an, von denen der mit der Ratsstube an der Ostseite erhalten blieb.

## Geschichte des Gebäudes

### 14. Jahrhundert
Der zunächst gotische Saalbau entstand als ältester Teil zwischen 1332 und 1340 nach den Planungen des Nürnberger Stadtbaumeisters Philipp Groß.

### Von der Dürerzeit bis zum Zweiten Weltkrieg
Zu Beginn des 16. Jahrhunderts wurde das Nürnberger Rathaus umfassend erneuert. In diesem Zusammenhang beschloss der Rat die Ausgestaltung und die Ausmalung des großen Saales nach Entwürfen und unter Regie von Albrecht Dürer. Die Arbeiten wurden 1521 begonnen und 1528/30 beendet. Die Saalausmalung (Triumphzug Kaiser Maximilians) war das seinerzeit größte Wandgemälde Europas und wurde dann erst von der zehn Jahre später begonnenen Sixtinischen Kapelle übertroffen.
Im Jahr 1613 wurde die Saalbemalung überarbeitet. Bereits nach weniger als hundert Jahren war die Ausmalung offenbar stark sanierungsbedürftig, sie war „abgeschossen und rußig, das mans fast nit recht mehr sehen, vielweniger die schrifften lesen kan“ Es wird angenommen, dass es im Zusammenhang mit der Ausmalung des Saals zur Barockisierung des Raums kam. Der Umfang der Veränderung ist mangels Dokumentation aus jener Zeit unklar und in Fachkreisen umstritten.
Das Gemälde Juvenells aus dem frühen 17. Jahrhundert zeigt einen langen Saal über rechteckigem Grundriss, der mit einer reich ornamentierten und vergoldeten kassettierten Tonne überwölbt ist. Beleuchtet wird der Saal durch drei Rundbogenfenster an einer der Kopfseiten des Saals, einem großen Rundfenster in der Lünette sowie durch 10 gotische Spitzbogenfenster in der Südseite des Saals.

### Zerstörung 1945 und Wiederaufbau
1944/45 brannte nach Bombentreffern während der Luftangriffe auf Nürnberg der gesamte Rathauskomplex bis auf die Umfassungsmauern aus. Erst 1956 bis 1962 wurde unter der Leitung von Harald Clauß das Alte Rathaus auf dieser Ruine wieder aufgebaut. Der ursprüngliche Plan, den Großen Saal als Sitzungssaal des Stadtrats auszubauen, wurde 1962/63 verworfen. An Stelle des mittelalterlichen Verkaufsgewölbes unter dem Saal wurde eine Gaststätte, die „Ratsstuben“, eingebaut. Im Sommer 1978 fand anlässlich des 450. Todestags Albrecht Dürers eine Ausstellung zur Geschichte des Alten Rathauses statt. Der Alte Rathaussaal wurde innenseitig zwischen 1982 und 1985 samt Wandverkleidung und der kassettierten hölzernen Tonnendecke wiederhergestellt. Er ist bis heute unvollendet.

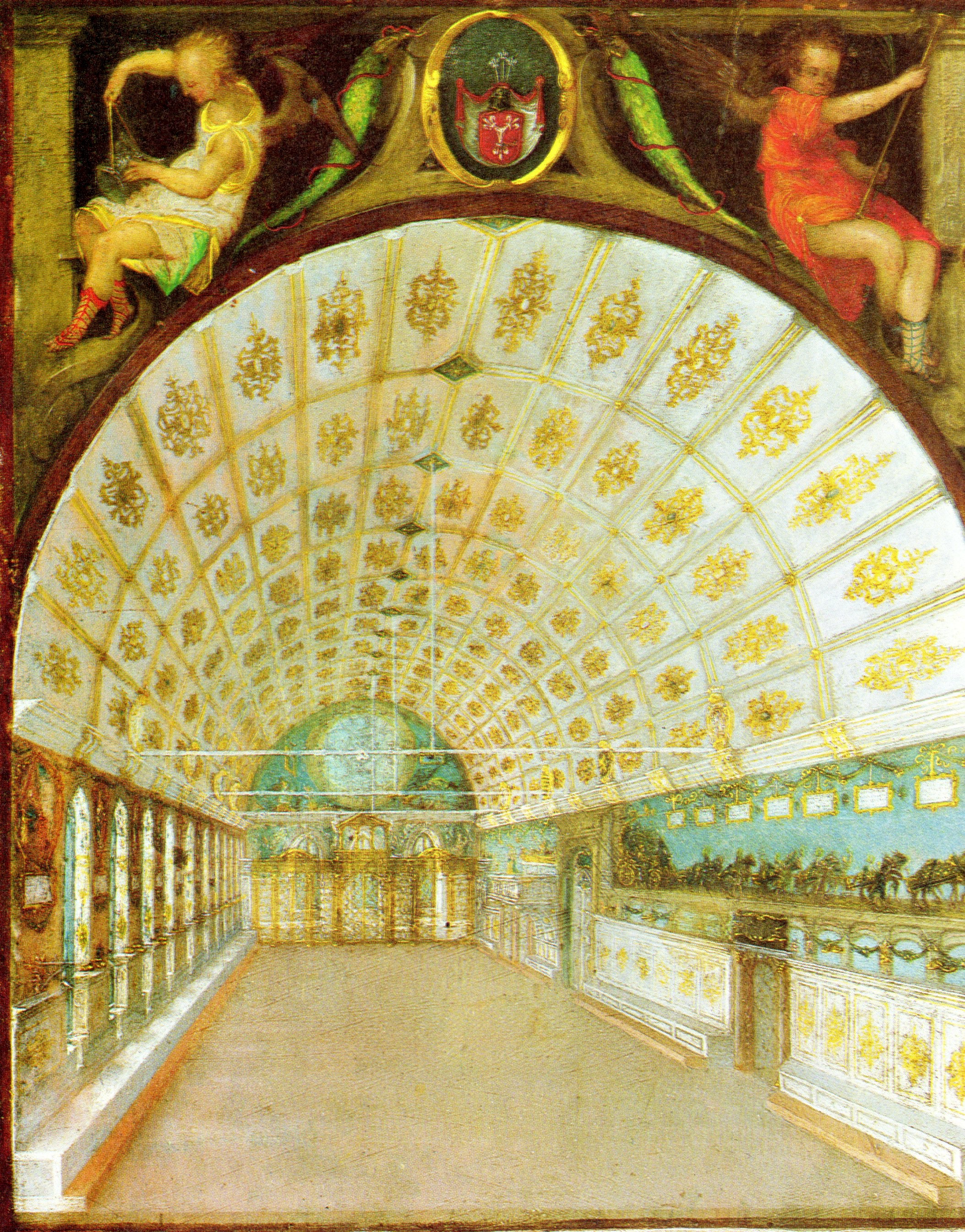
Großer Saal, Innenansicht, Gemälde von Paul Juvenell, 1622
Großer Saal nach der Restaurierung 1904, Foto Schmidt, 1907

## Ausmalung
Anlässlich der umfassenden Umgestaltung des Rathaussaales von 1520 bis 1522 im Stil der Renaissance wurde gemeinsam von Albrecht Dürer und dem Humanisten Willibald Pirckheimer ein Bildprogramm für die Wandbemalung entwickelt. Es enthielt den „Triumphwagen Kaiser Maximilians I.“ und die „Verleumdung des Apelles“ mit allegorischen Figuren der Kardinaltugenden auf der geschlossenen Nordwand.

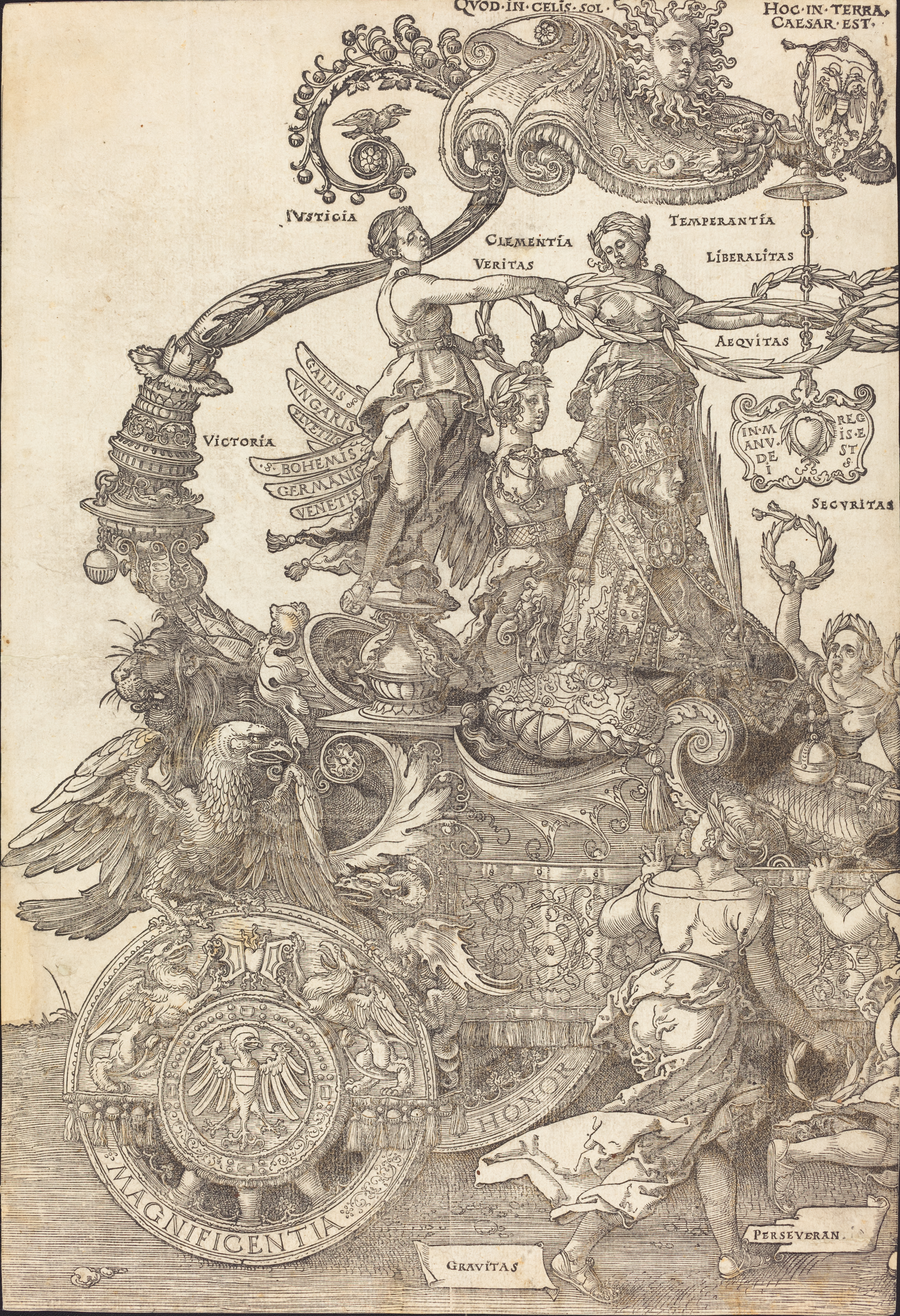
Dürer:Triumphwagen Maximilians I., Holzschnitt, Ausschnitt

1522 gab Dürer den Triumphzug als achtteiligen Holzschnitt im Format 2,28 × 45 cm im Selbstverlag heraus. Bis Ende des 16. Jahrhunderts ist der Triumphzug in sieben Auflagen erschien.
Die Bemalung wurde in einer Mischtechnik mit Ölfarben und Tempera auf den geglätteten Verputz aufgetragen, so dass sich Untergrund und Farbpigmente – anders als bei der herkömmlichen Freskotechnik – nicht vermischten.
Die mit gotischen Spitzbogenfenstern unterbrochene Südwand erhielt medaillonartige Rundbilder mit szenischen Darstellungen aus der Antike und diversen Porträts. Die schmale Westwand zierte eine szenische Darstellung des Jüngsten Gerichts.
1904/05 wurde der Rathaussaal nach erneuter Renovierung erstmals von Ferdinand Schmidt
fotografiert. Diese Schwarzweiß-Aufnahmen waren bis in die 1980er Jahre die einzig bekannten Dokumente der ursprünglichen Bemalung.
Mit der Totalzerstörung im Zweiten Weltkrieg galt Dürers Ausmalung zunächst als verloren.
1943/44 wurde eine Fotodokumentation mit Farbdias gefertigt, die im Rahmen des 1943–1945 durchgeführten „Führerauftrags für Farbaufnahmen von Decken- und Wandmalereien in historischen Bauwerken Großdeutschlands“ auf Wunsch Adolf Hitlers erstellt wurden.
Diese Dokumentation ging in den Kriegswirren verloren und galt bis in die 1980er Jahre verschollen. Da die Wiederherstellung mangels Dokumentation des zerstörten Zustands keine Grundlage hatte und der Gesamteindruck des Saales aber atmosphärisch wiederhergestellt werden sollte, wurde der Maler Michael Mathias Prechtl mit einem Entwurf für eine zeitgenössische Bemalung beauftragt. Nach langer kontroverser und verbitterter Diskussion zog Prechtl seinen Entwurf 1988 zurück, die Wände blieben weiß: die Kommunalpolitik beschloss eine 'Denkpause'. Nach einer Videoinstallation im Sommer des Dürer-Jubiläumsjahrs 2012, bei der sowohl eine Animation auf Grundlage der inzwischen wiederaufgefundenen Fotodokumentation von 1944 wie auch die Projektion des Prechtl-Entwurfs auf der bis heute weißen Wand gezeigt wurde, erhob sich seit September 2012 eine erneute Diskussion über die Wiederherstellung der Ausmalung.

## Politisch-historische Bedeutung

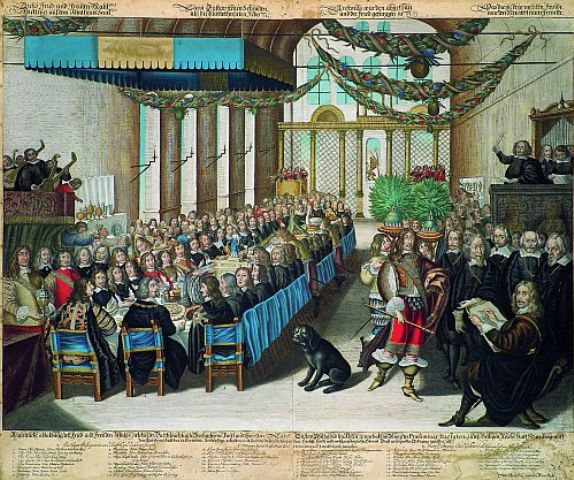
Das Friedensmahl des Pfalzgrafen Karl Gustav im Nürnberger Rathaus am 25. September 1649

Vom April 1649 bis zum Juli 1650 fand in Nürnberg der Nürnberger Exekutionstag oder Friedensexekutionskongress statt. Die Gesandten des Kaisers verhandelten dort mit den Delegationen aus Schweden, Frankreich und Spanien sowie zahlreichen Vertretern der Reichsstände, also der Bischöfe, Fürsten, Grafen und Städte des Heiligen Römischen Reichs, das damals territorial etwa das heutige Deutschland, Belgien, Luxemburg, Österreich und Norditalien umfasste. Die Delegationen verhandelten die Fragen, die bei der Beendigung des Dreißigjährigen Krieges durch den Westfälischen Frieden in Osnabrück und Münster offen geblieben waren. Die Verhandlungen wurden im Großen Saal geführt. Im Rahmen dieses Kongresses wurde am 25. September 1649 anlässlich der Unterzeichnung des Interims-Recesses ein großes Friedensmahl veranstaltet. Gastgeber war Karl Gustav von Pfalz-Zweibrücken, der seit 1647 Generalissimus der schwedischen Truppen in Deutschland war und 1654 als Karl X. Gustav schwedischer König wurde. Dieses Ereignis wird auf dem bekannten, häufig in Form von Stichen reproduzierten Gemälde „Das große Friedensmahl“ von Joachim von Sandrart gezeigt. Die Friedensrezesse bestimmten für über 130 Jahre die politische Friedensordnung Mitteleuropas nach Ende des verheerenden Dreißigjährigen Krieges. Damit ist der Saal ein authentischer Ort der Europäischen Friedensgeschichte. In Länge und Umfang vergleichbare multilaterale Friedensverhandlungen fanden dann erst wieder 1815 mit dem Wiener Kongress und in den 1980er Jahren mit der KSZE statt.